# Xanthoparmelia denudata
Xanthoparmelia denudata är en lavart som beskrevs av Hale. Xanthoparmelia denudata ingår i släktet Xanthoparmelia och familjen Parmeliaceae.   Inga underarter finns listade i Catalogue of Life.